# Burnout 2: Point of Impact
Burnout 2: Point of Impact – komputerowa gra wyścigowa wyprodukowana przez Criterion Games. Została wydana przez Acclaim w 2002 roku na konsolę PlayStation 2 oraz w 2003 roku na Xboksa i GameCube.

## Rozgrywka
Na grę składa się kilka trybów gry, tutorial, tryb pojedynczego wyścigu oraz tryb główny, dzięki zwycięstwom w tym trybie odblokowane są nowe samochody, trasy, a także wyzwania w postaci wyścigu z konkretnym przeciwnikiem. W trybie Crash zadaniem gracza jest spowodowanie wypadku z jak największą ilością samochodów. W zależności od wielkości zniszczeń przyzwana jest określona liczba pieniędzy.
W trybie gry wieloosobowej na podzielonym ekranie może uczestniczyć dwóch graczy.